# Luis Mamerto López-Tapia
Luis Mamerto López-Tapia (Madrid, 1942 – Torremolinos, 9 de novembre de 2006) va ser un guionista, director i productor de cinema espanyol.

## Biografia
Va néixer a Madrid en una família d'origen basc i que es va instal·lar a la Costa del Sol. Es va llicenciar en dret a la Universitat de Navarra, però no va arribar a exercir, ja que es va dedicar des de 1963 a escriure crítica cinematográfica al diari Sur. El 1965 va fundar i presidir el Cine Club Málaga, i el 1967, després de crear la productora Mino Films, va produir la pel·lícula Días de viejo color de Pedro Olea Retolaza, amb la qual es va convertir en el productor més jove d'Espanya.
El 1969 va promoure la Setmana del Cinema d'Autor de Benalmádena, però després d'un motí protagonitzat per Ricardo Franco i Luis Eduardo Aute el 1970 fou apartat de la direcció de la Setmana. El 1971 va escriure i produir El hombre oculto d'Alfonso Ungría, basat en la història real del darrer alcalde republicà de Mijas ("el topo de Mijas"), que va romandre ocult al rebost de casa seva durant 30 anys per no ser afusellat pels franquistes. Això i la producció el 1972 de Tirarse al monte del mateix Ungría va provocar que fos perseguit pel règim. Tot i així, el 1974 va presentar un dels seus curtmetratges, Tanata, al Festival Internacional de Cinema de Cannes. Després va recórrer Andalusia rodant documentals com Málaga y Picasso (1976) de Miguel Alcobendas, i d'altres documentals sobre la repressió franquista com El barranco de Viznar (1976). El 1992 va rodar un nou documental sobre el pintor anomenat Picasso, ocho historias de amor, amb el qual va obtenir la medalla d'or al Festival de Houston. El 1998 també fou un dels promotors del Festival Internacional de Curtmetratges i Cinema Alternatiu de Benalmàdena. El 2004 va escriure i dirigir el documental Memorias de un peliculero, homenatge al polifacètic cineasta Eduardo García Maroto. Va morir el novembre de 2006 d'un tumor cerebral.

## Premis
Medalles del Cercle d'Escriptors Cinematogràfics
| Any  | Categoria           | Pel·lícula | Resultat  |
| ---- | ------------------- | ---------- | --------- |
| 1973 | Millor curtmetratge | Tanata     | Guanyador |

## Filmografia com a director
- 2004 Memorias de un peliculero (Documental)
- 1992 Picasso, ocho historias de amor (Documental)
- 1981 Sevilla (Curt)
- 1980 Villalar (Curt)
- 1978 Espuma (Curt)
- 1976 Soria y Antonio Machado (curt)
- 1974 Tanata
- 1971 Mantis (curt)
- 1965 Crónica, Torremolinos invierno (documental)